# Vanabine

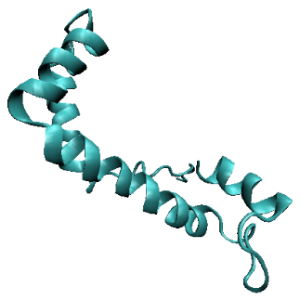
Représentation tridimensionnelle de la structure de Vanabin2, chez Ascisia sydneiensis var. samea.

Les vanabines sont des métalloprotéines ayant le vanadium pour cofacteur. Les vanabines se rencontrent presque uniquement dans les cellules sanguines de certains Tuniciers, comme les ascidies, où leur présence fut mise en évidence par le chimiste allemand Martin Henze (en) en 1911. Ces organismes peuvent concentrer de manière importante  le vanadium de l'eau de mer environnante, ce à quoi ces protéines semblent être utilisées ; cependant, le rôle joué par le vanadium dans le métabolisme de ces organismes reste incertain.

## Rôle biologique
Les Tuniciers peuvent souvent concentrer le vanadium par un facteur cent, et parfois beaucoup plus. La plus haute concentration de vanadium trouvée jusqu'ici, 350 mol/m3, a été trouvée dans les cellules sanguines de Ascidia gemmata, une ascidie appartenant au sous-ordre Phlebobranchia ; cette concentration est dix millions de fois celle de l'eau de mer.
La concentration du vanadium dans le sang de ces organismes a fait supposer que les vanabines étaient utilisées pour le transport de l'oxygène, comme pour les hémoglobines (utilisant le fer) ou les hémocyanines (utilisant le cuivre) ; cependant, il n'a pas été possible de confirmer expérimentalement cette hypothèse. Plusieurs facteurs amènent d'ailleurs à la mettre en doute :
- les vanabines accumulent le vanadium dans les cellules et produisent des ions vandanyles (V(IV)) à partir d'ions orthovanadates (V(V)) en utilisant NADPH comme agent réducteur, puis transportent ces ions dans les vacuoles des vanadocytes (en)[3], lesquelles sont maintenues à un pH très acide (1,9) par l'utilisation de l'ATP ; NADPH et ATP sont des protéines qui consomment beaucoup d'énergie, ce qui est très inhabituel pour des transporteurs d'oxygène ;
- les autres protéines transporteuses d'oxygène ont avec leur groupement prosthétique métallique une constante de dissociation très basse, et sont donc fortement liées à ces groupes. En revanche, les vanabines ont une constante de dissociation beaucoup plus faible ; ainsi le vanadium est le plus souvent trouvé séparé des protéines dans les vacuoles, en contraste avec le fer et le cuivre des transporteurs d'oxygène usuels ;
- enfin, beaucoup d'ascidies ont également dans leur sang de l'hémocyanine, que l'on peut supposer assurer la totalité du transport de l'oxygène.

Un autre rôle proposé pour cette accumulation de vanadium est la lutte contre la prédation, les parasites et les micro-organismes, le vanadium étant toxique pour de nombreuses espèces.